# Yakubu Aiyegbeni

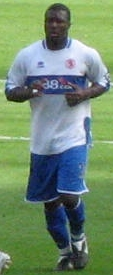
Yakubu Aiyegbeni

Yakubu Aiyegbeni, född 22 november 1982, är en nigeriansk före detta fotbollsspelare som senast spelade för Coventry City. Yakubu har även tidigare spelat i Nigerias herrlandslag i fotboll. Yakubu är tillsammans med Didier Drogba och Mohamed Salah de enda afrikaner som gjort 100 mål i Premier League.

## Karriär
Aiyegbeni har tidigare spelat i bland annat Portsmouth och Middlesbrough. Han spelade säsongen 2011/2012 i Blackburn.